# Military Cross

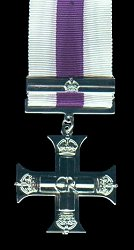
Military Cross mit Wiederholungsspange

Das Military Cross (deutsch Militärkreuz) ist ein militärisches Ehrenzeichen des Vereinigten Königreichs, das an Angehörige des britischen Heeres für ausgezeichneten und verdienstvollen Einsatz im Kampf verliehen wird. Früher wurde es auch an Offiziere anderer Commonwealth-Nationen verliehen. Nach dem Victoria-Kreuz und dem Conspicuous Gallantry Cross ist es die dritthöchste Tapferkeitsauszeichnung der britischen Streitkräfte. Da das Military Cross nur an Angehörige des Heeres verliehen wird, besitzen die Royal Navy (mit dem Distinguished Service Cross) und Royal Air Force (mit dem Distinguished Flying Cross) eigene Ehrenzeichen für Tapferkeit.
Das Military Cross wurde am 28. Dezember 1914 von König Georg V. gestiftet und mit Wirkung zum 1. Januar 1915 amtlich eingeführt. Es wurde ursprünglich nur an Offiziere im Range eines Captains oder darunter sowie an Warrant Officers verliehen. Ab dem 5. Februar 1931 wurde diese Auszeichnung auch an Offiziere im Rang eines Majors verliehen. Seit 1993 wird die Auszeichnung auch an andere Rangstufen unter denen der Warrant Officers verliehen. Insoweit ersetzt das Military Cross die Military Medal, deren Verleihung eingestellt wurde.
Empfänger des Military Cross sind berechtigt, nach ihrem Namen die Buchstaben MC zu führen, die auf die Auszeichnung hindeuten (sog. post-nominals). Wird einem Soldaten, der bereits Inhaber des Military Cross ist, diese Auszeichnung ein zweites Mal verliehen, so erhält er auf dem Ordensband eine silberne Spange (sog. „Bar“). Eine Begrenzung dafür, wie oft jemand das MC erhalten kann, existiert nicht.
Während des Ersten Weltkriegs wurden rund 37.000 Personen mit dem Military Cross ausgezeichnet. 3.000 davon erhielten eine silberne Spange dafür, dass sie sich das Military Cross ein zweites Mal verdient hatten, 170 erhielten eine zweite Spange für den dritten Erwerb des Military Cross, und vier erreichten eine Auszeichnung mit drei Spangen für das viermalige Erwerben.
Während des Zweiten Weltkriegs wurde das Military Cross insgesamt ca. 11.000-mal verliehen. In 500 Fällen wurde derselbe Soldat zweimal mit dem Military Cross ausgezeichnet.
Das Military Cross ist ein ebenes, symmetrisches silbernes Kreuz mit einer Balkenlänge von 4,445 cm (1,75 Zoll). An jedem Arm befindet sich die Abbildung einer kaiserlichen Krone (Imperial Crown). Am Balkenschnittpunkt befindet sich das Initial des herrschenden Souveräns (GV, GVI, EIIR). Auf der ebenen Rückseite befindet sich auf dem unteren Balken eine Gravur mit dem Jahr der Verleihung. An der Spitze ist ein Ring angelötet, der über einen weiteren mit dem Ring des Bandhalters verbunden ist. Das Band ist 3,49 cm (1,375 Zoll) breit von wässerlich weißer Farbe mit einem violetten Streifen in der Mitte von 1,27 cm (0,5 Zoll) Breite.